# Amir al-Muslimin
Amir al-Muslimin, príncipe de los musulmanes, fue el título que inicialmente adoptaron los jefes almorávides en contraposición a Amir al-Muminin (príncipe de los creyentes) reservado a las dinastías independientes (ya que los almorávides reconocían al califa Abasida), aunque, más adelante, los soberanos almorávides adoptaron también el título de Amir al-Muminin.